# Batase (Sindhupalchowk)
Batase – gaun wikas samiti w środkowej części Nepalu  w strefie Bagmati w dystrykcie Sindhupalchowk. Według nepalskiego spisu powszechnego z 2001 roku liczył on 1132 gospodarstw domowych i 5292 mieszkańców (2712 kobiet i 2580 mężczyzn).